# Med starka kärleksband
Med starka kärleksband eller De frälstas syskonband är en sång med text från 1782 av John Fawcett och musik av Hans Georg Nägeli. Musiken bearbetades 1845 av Lowell Mason och texten bearbetades eller översattes 1986 till svenska av Birger Olsson. I Psalmer och sånger 1987 finns även en alternativ melodi från 1843 av George Kingsley.

## Publicerad i
- Frälsningsarméns sångbok 1929 som nr 555 under rubriken "Farväl" (med begynnelseraden "De frälstas syskonband").
- Musik till Frälsningsarméns sångbok 1930 som nr 555. (Nägeli/Masons melodi).
- Frälsningsarméns sångbok 1968 som nr 657 under rubriken "Farväl" (med begynnelseraden "De frälstas syskonband") (Nägeli/Masons melodi).
- Psalmer och Sånger 1987 som nr 406a under rubriken "Kyrkan och nådemedlen - Kyrkan - församlingen". (Nägeli/Masons melodi).[1]
- Psalmer och Sånger 1987 som nr 406b under rubriken "Kyrkan och nådemedlen - Kyrkan - församlingen". (Kingsleys melodi).[1]
- Frälsningsarméns sångbok 1990 som nr 672 under rubriken "Tillsammans i välden". (Nägeli/Masons melodi).